# Zyginidia bafranicus
Zyginidia bafranicus är en insektsart som beskrevs av Kalkandelen 1985. Zyginidia bafranicus ingår i släktet Zyginidia och familjen dvärgstritar. Inga underarter finns listade i Catalogue of Life.